# J. J. Vaquero
José Juan Vaquero García (Valladolid, 1973), más conocido como J. J. Vaquero, es un cómico, monologuista, guionista, powerlifter y exculturista español.

## Trayectoria
El inicio de su carrera profesional fue sirviendo cafés en el Carrefour de Parquesol y trabajando como camarero en bodas en el NH Ciudad de Valladolid. Unos amigos le inscribieron en 2002 en un concurso de monólogos. Allí conoció a otro cómicos como a Nacho García, Quique Matilla, Luis Rodríguez, Álex Clavero, entre otros.
Guionista y colaborador de El hormiguero de Antena 3, colaborador de YU: No te pierdas nada de 40 Principales presentado por Dani Mateo hasta 2019 y continuó colaborando en el momento en que su emisión pasó a Europa FM, esta vez presentado por Ana Morgade y Lo Mejor Que Te Puede Pasar de Melodía FM, monologuista de El Club de la Comedia y ha sido guionista de varios espectáculos y programas como la Gala de los Premios Goya cuando fue presentado por Dani Rovira.
Ha grabado varios monólogos para Comedy Central (Paramount Comedy), El Club de la Comedia de LaSexta, Sopa de gansos en Cuatro y El hormiguero. Además forma parte de varios espectáculos de humor como: "En Bruto” (Junto a Iñaki Urrutia), “Monólogos y Locuras” (con Nacho García), "Vaquero&Clavero” (con Álex Clavero), Humor de Protección Oficial (con Quique Matilla, Fran el Chavo, Nacho García y Álex Clavero).
En 2020 colaboró en Me resbala e Improvisando, además de continuar como guionista en El hormiguero, ambos programas de Antena 3.
Participó en la película de 2020 Ni de coña de Fernando Ayllón en el papel de Genaro.
En el verano de 2025 presenta el programa de La 1 de TVE La garita, en access-prime time; programa que se canceló tras solo dos emisiones por su baja audiencia